# Кремпе
Кремпе (нім. Krempe) — місто в Німеччині, розташоване в землі Шлезвіг-Гольштейн. Входить до складу району Штайнбург. Складова частина об'єднання громад Кремпермарш.
Площа — 3,39 км2. Населення становить 2346 ос. (станом на 31 грудня 2020).

## Галерея

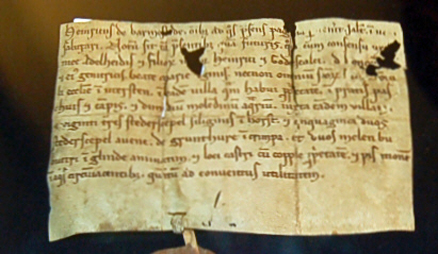
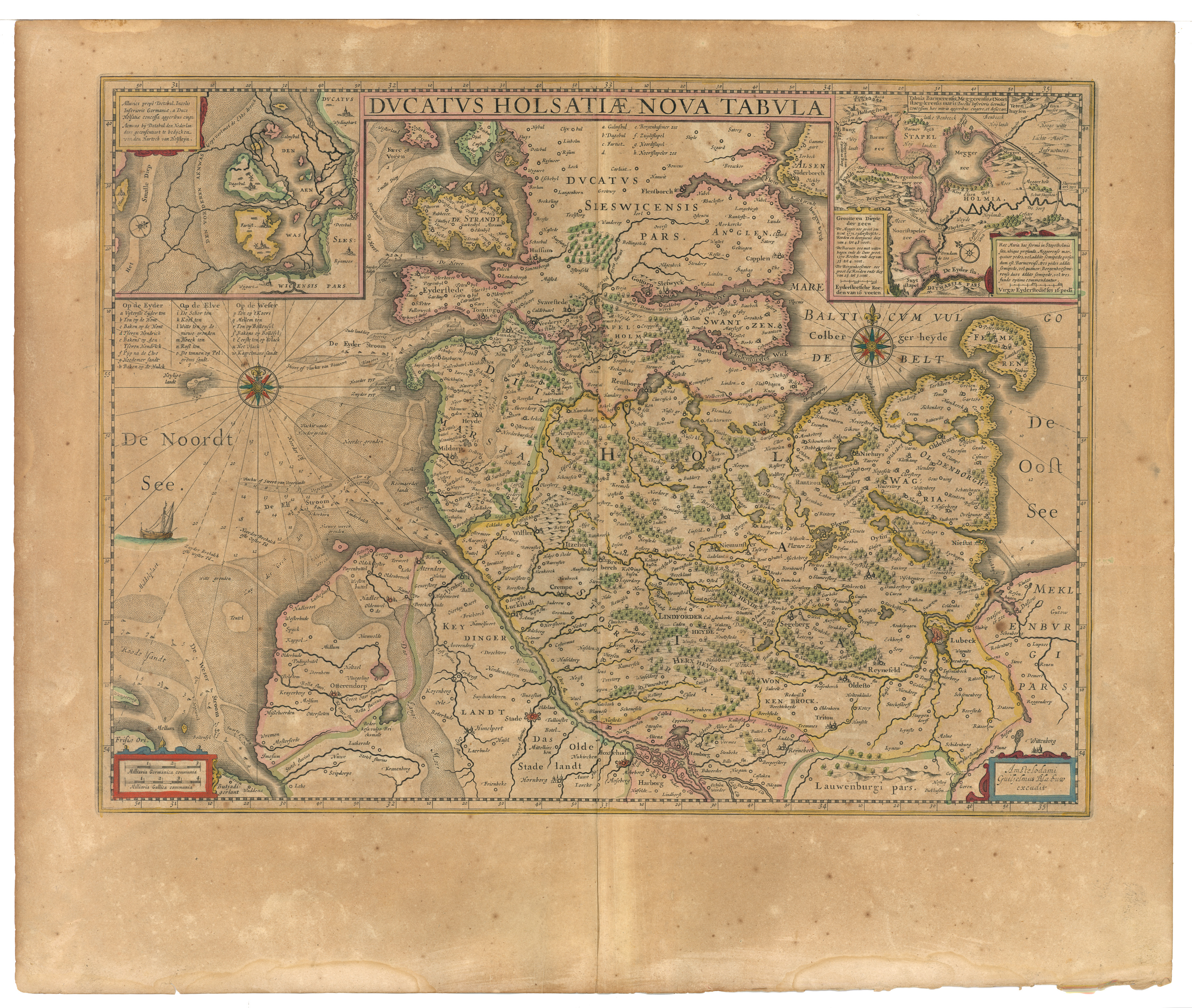
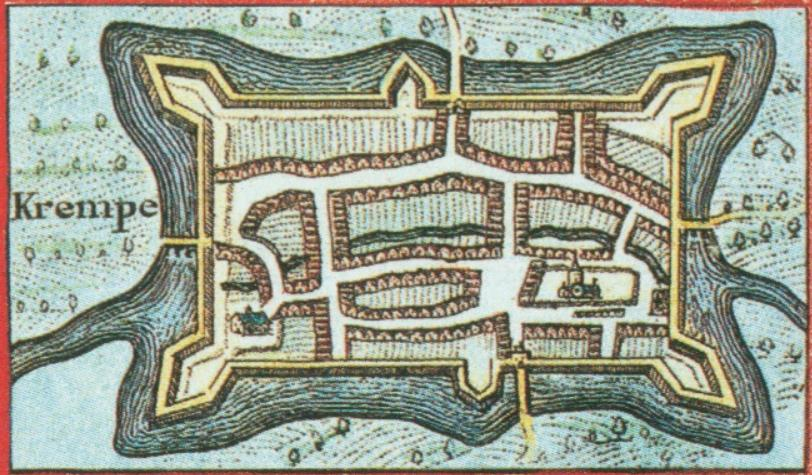
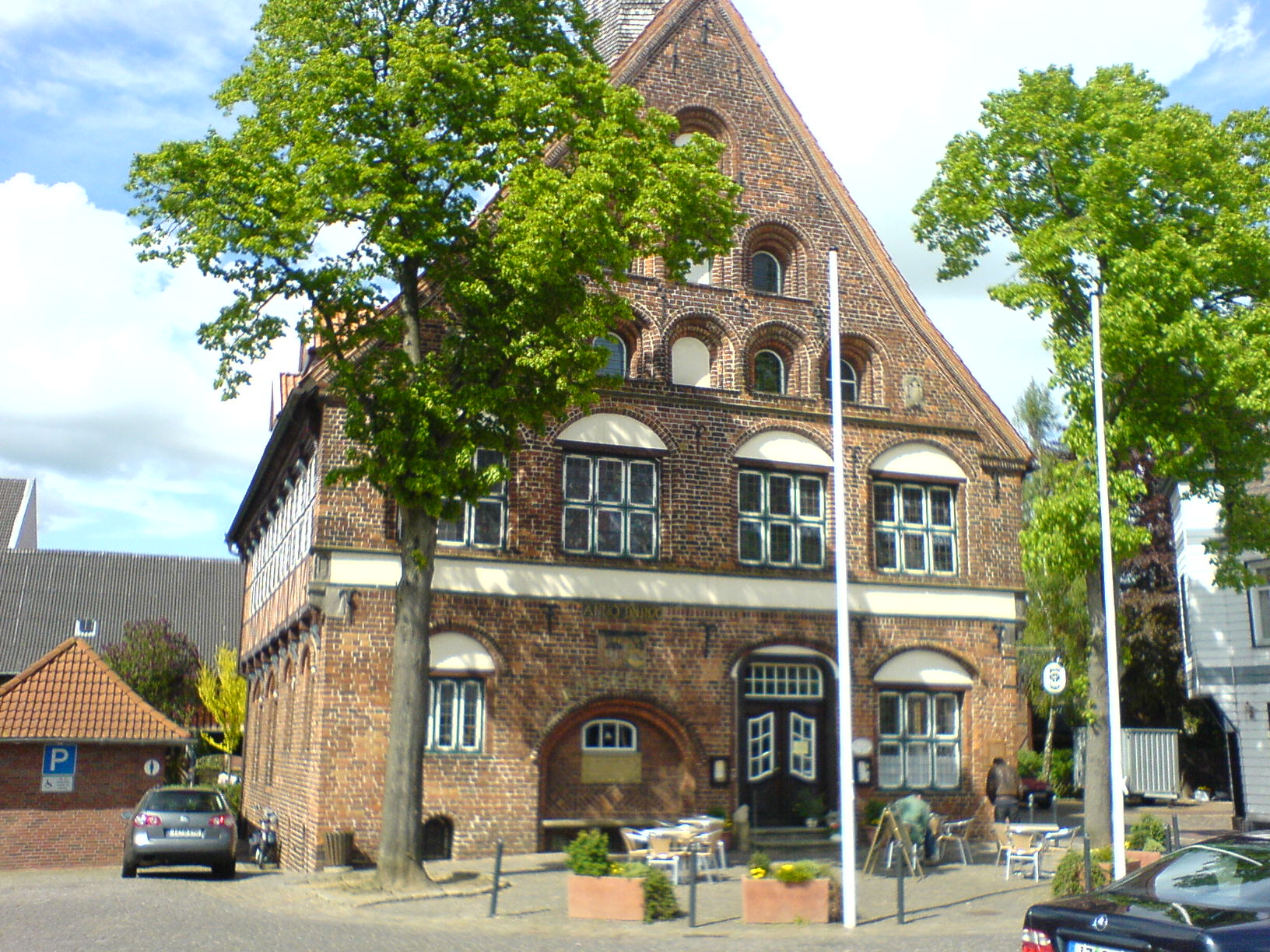
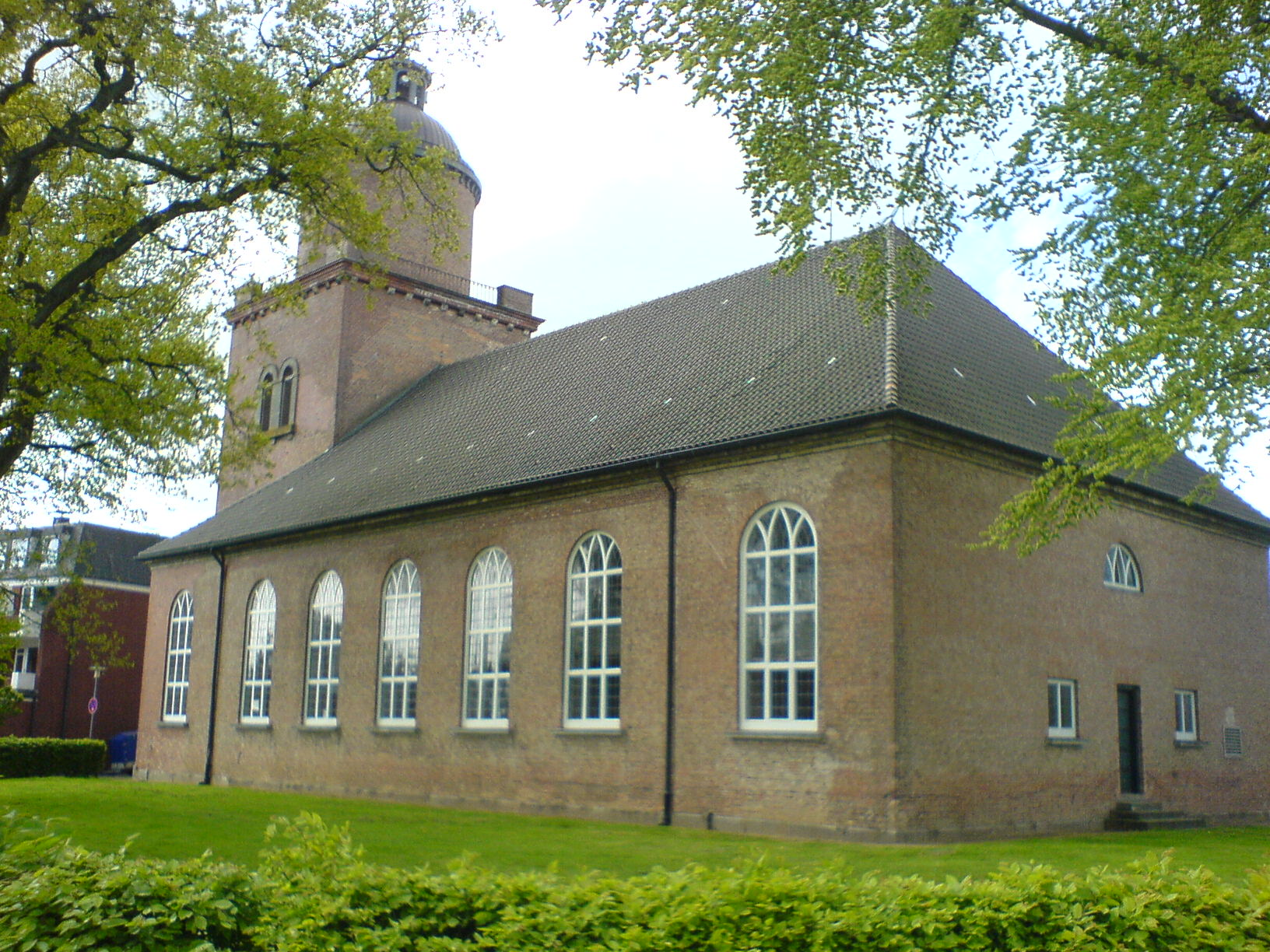
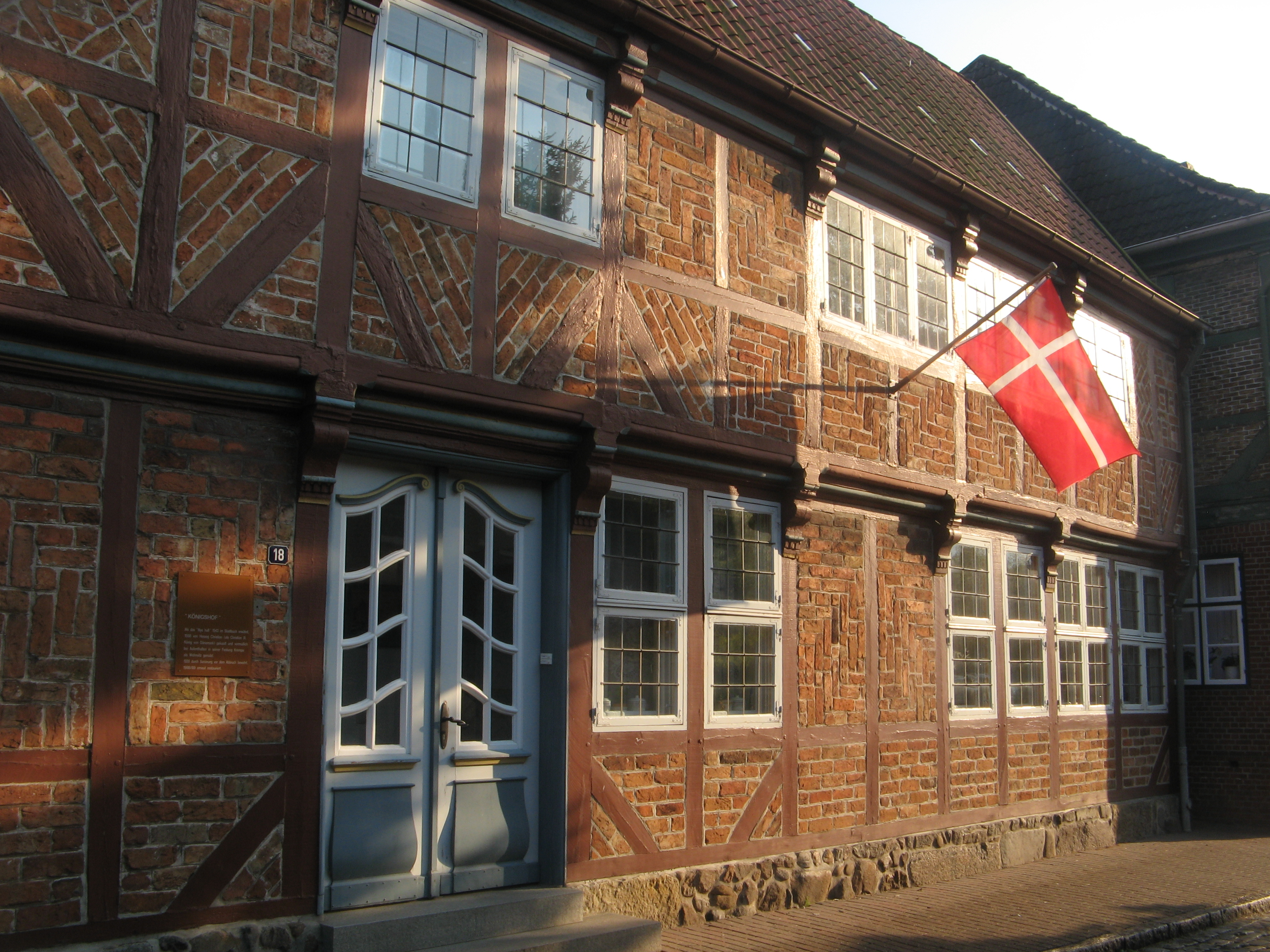